# ثيودبرت من بافاريا
ثيودبرت (ح. 685 - ح. 719) كان دوق بافاريا من 702 إلى وفاته. كان الابن الأكبر لدوق بافاريا ثيودو وزوجته فولشيد. كان أول من ارتبط بوالده بصفته دوقًا عام 702، حكمًا من سالزبورغ. في عام 711، كان شقيقه الأصغر ثيوبالد شريكًا في الحكم أيضًا، وكان والده يخطط لتقسيم الدوقية لأربعة أقسام عند وفاته. في وقت ما قبل 715، تم التقسيم، لكن شكل التقسيم غير معروف.
أقسمه والده أن يدافع دائمًا عن روبرت من سالزبورغ عندما نقل الحكومة إلى ثيودبرت. قدم ثيودبرت أيضًا مساعدة عسكرية لأنسبراند وليوتبراند في إعادة احتلال إيطاليا عام 712.
بعد وفاة ثيودو، تحارب الإخوة الأربعة مع بعضهم البعض، لكن جميعهم ماتوا بحلول عام 719 باستثناء جريموالد، الذي حكم بعد ذلك بمفرده حتى وفاته. تزوج ثيودبرت من ريجنترود وأنجب منه ابنًا وابنة: هوجبرت، الحفيد الوحيد لثيودو الثاني، الذي ورث الدوقية المتحدة بعد وفاة جريموالد، وجونترود، الذي تزوج ليوتبراند.